# Ildefons Rullan i Declara
Ildefons Rullan i Declara (Palma, 1856 - 1911) fou un prevere i escriptor conegut principalment per la traducció del Quixot al català.
Fou ordenat sacerdot el 1880 al seminari de Mallorca i després estudià filosofia i lletres a la Universitat de Barcelona. S'establí a Castelló el 1885 com a capellà castrense. A partir de 1903 exercí de professor al Seminari de Palma.
A banda de col·laborar en les revistes La Ignorància i Museo Balear, publicà un assaig sobre el mallorquí en castellà i el 1885 (reeditat el 1926) un diccionari de refranys de Sancho Panza en mallorquí, llatí, italià, francès, anglès i alemany (aquestes darreres llengües per Emili Lladó).
Coincidint amb el tercer centenari de la publicació del Quixot, el 1905 i 1906 publicà la traducció dels dos toms. Situà algunes de les aventures en indrets de l'illa i incorporà locucions, refranys i altres composicions de tipus tradicional per a fer la traducció més assequible als lectors mallorquins. Aquesta traducció fou reeditada el 2005 i serví de punt de partida per a la també dialectal de Josep Maria Casayas.